# IOK-1
IOK-1 est une galaxie découverte en septembre 2006 par Masanori Iye de l'Observatoire astronomique national du Japon au moyen du télescope Subaru à Hawaï. Le décalage vers le rouge mesuré de cette galaxie est de 6,96, ce qui correspond à un temps de regard vers le passé de 13 milliards d'années. Cela fait de IOK-1 l'une des galaxies les plus anciennes (750 millions d'années après le Big Bang) et une des plus lointaines jamais observées, et tant l'âge que la composition de cette galaxie ont été établis de manière certaine. Toutefois, d'autres scientifiques ont annoncé l'existence d'autres objets, comme la galaxie Abell 1835 IR1916, encore plus distants et donc plus vieux.